# حار جاف صيفا (فلم قصير)
حار جاف صيفاً (العنوان بالإنجليزية: Dry Hot Summers) فيلم مصري قصير عام 2015 من إخراج شريف البنداري، وسيناريو نورا الشيخ وبطولة ناهد السباعي ودنيا ماهر ومحمد فريد، ومن إنتاج كلوديا جعبة. عرض لأول مرة في مهرجان دبي السينمائي في ديسمبر 2015، ثم في مهرجان كليرمون فيران الدولي للفيلم القصير في فرنسا 6 فبراير 2016، ثم في مهرجان قرطاج الدولي السينمائي بتونس نوفمبر 2016، ثم توالت عروضه في عدد من المهرجانات.

## طاقم التمثيل
ناهد السباعي: في دور دعاء
محمد فريد: في دور شوقي
دنيا ماهر: في دور عبير
محمد عبد العظيم: في دور سعد
شريف دسوقي: في دور المصور
بالاشتراك مع: زياد البنداري - حسن محمد - طارق المصري - يوسف نعمان - مشيرة السيد - مارتن جيلن - تامر الحاوي - رندا علي - نازلي حسين - منى زكي محمد - سحر السنوسي - الطفلة روضة - غادة شهبندر - علي فايز - أحمد البدري - شيماء - محمد شحات - هيام عبد العزيز - هشام عيسى - لبنى عقرب - ياسمين عادل - رحمة - نجوى عبد الحميد.

## المخرج شريف البنداري
ولد عام 1978، وتخرج في كلية الفنون التطبيقية عام 2001، وبدأ حياته كمهندس تصميم نسيج في إحدى مصانع النسيج، ثم التحق بالمعهد العالي للسينما لدراسة الإخراج السينمائي في عام 2002، تخرج من المعهد العالي للسينما في عام 2007 ثم عُين معيدًا بقسم الإخراج في عام 2008.

## أحداث الفيلم
تدور أحداث الفيلم حول الابن أحمد، الذي حالت ظروفه دون الحصول على أجازة من عمله كمحام بإحدى الشركات الكبرى ليرافق والده شوقي إلى عيادة الطبيب الألماني الذي يزور مصر لمدة يومين، ويكتفي بتجهيز ملفه الصحي، وزجاجة الماء المثلج، في حقيبة بلاستيكية. يستقل الأب الذي هده المرض وهزمه اليأس من الشفاء، سيارة الأجرة التي تستقلها ايضاً الفتاة دعاء (ناهد السباعي) وصديقتها عبير (دنيا ماهر) ويقودها سعد (محمد عبد العظيم)، الذي تربطه علاقة وثيقة بالأب وابنه. الفتاة دعاء تقوم بترتيبات يوم عرسها الذي يتم نفس يوم ركوبها مع شوقي، وتتحدث عن زوج المستقبل «الديكتاتور»، الذي يُصر على انتزاعها من القاهرة التي أحبتها لتعيش مع أهله في طنطا، ورغم هذا توافق صاغرة من منطلق أن «الفقراء لا يملكون رفاهية الرفض»، يبدو فقرها وهي تحمل متعلقاتها في أكياس من البلاستيك وتتنقل يوم زفافها بسيارة أجرة. يحدث خطأ عندما تغادر دعاء وصديقتها سيارة الأجرة حاملةً معها كيس شوقي البلاستيك، تاركةً كيسها في السيارة، ويبدأ شوقي رحلة البحث عن الفتاتين في شوارع القاهرة بصخبها وضجيجها وزحامها الخانق، وموجة الحرارة التي تم الإعلان أنها ستستمر 3 أيام، وستصل إلى 33 درجة مئوية. تصل دعاء وعبير إلى من تقوم بتفصيل فستان الزفاف، ثم إلى مصفف الشعر، وتواجه دعاء مشاكل مع عريسها ولذا عندما يصل شوقي باحثًا عنها، تناوله الهاتف ليطمئن عريسها إنه هو والد عبير، وسوف يظل معها ويصطحبها إلى المصور وينتظرون قدومه لأخذ صور الزفاف. يقدم المصور (شريف الدسوقي) اقتراحه الغريب، وهو الذي لم يشأ أن يُفسد على العروس فرحتها يوم زفافها، بعد تأخر وصول العريس إلى أستديو التصوير، فما كان منه سوى أن أقنع الكهل شوقي بأن يحل مكانه ليصوره يمسك بيد العروس ويمكنه مستقبلًا وضع صورة العريس مكانه، ويوافق الأب من دون غضاضة. يبدو أن الكهل استعاد الأمل، والأبوة، وصار يشعر بأنه يزوج ابنته، التي آسرته بحديثها. يصل شوقي لعيادة الطبيب الزائر المكتظة بأطفال وشباب ونساء وشيوخ مصابون بالسرطان كنتاج طبيعي للدخان الملوث والطعام المُسرطن.
المشهد الأخير وبعد سنوات، يجلس شوقي في الشرفة وقد أطلق لحيته ويلتهم الأيس كريم، وكأنه شاب في سن المراهقة، وفي الخلفية تتردد أغنية عبد الوهاب «لا مش أنا اللي أبكي»، وعلى مقربة منه صورته وهو عريس للفتاة، التي نراها بعد سنوات من الزواج، وهي تُنهي مكالمتها الهاتفية مع صديقتها، وتهرع إلى طفلها الباكي.

## استقبال الفيلم
عُرض الفيلم لأول مرة في مهرجان دبي السينمائي الدولي يومي 14 و15 ديسمبر 2015، كما مثّل الفيلم مصر في مهرجان «كليرمون فيران» في فرنسا 6 فبراير 2016، وكان العرض الأول له في مصر في ليلة افتتاح مهرجان الإسماعيلية للأفلام التسجيلية والقصيرة في دورته الثامنة عشر في أبريل 2016، وشارك في مسابقة آفاق السينما العربية على هامش فعاليات الدورة الـ20 من مهرجان القاهرة السينمائى الدولى. شارك في أكثر من 40 مهرجانًا مصريًا وعربيًا وعالميًا، كما حصد حوالي17 جائزة من خلال هذه المهرجانات. فاز بجائزة مؤسسة (روبرت بوش ستيفتونج) عام 2015. حصل فيلم «حار جاف صيفًا» في عام 2016، على جائزة أفضل فيلم روائي قصير في مهرجان الفيلم العربي بسان فرانسيسكو وأفضل فيلم روائي قصير ضمن فعاليات مهرجان مالمو للسينما العربية بالسويد، وأفضل فيلم قصير في مهرجان وهران، وأفضل فيلم روائي قصير في ملتقى ظفار للفيلم العربي بسلطنة عمان. كما حصد الفيلم جائزتين في مهرجان الإسماعيلية الدولي للأفلام التسجيلية والقصيرة بدورته الـ18، كأفضل فيلم روائي قصير بالإضافة لجائزة "act" الممنوحة من المهرجان، كما فاز بجائزة أفضل فيلم روائي قصير، بقيمة 24 ألف جنيه من المهرجان القومي للسينما.

## وصلات خارجية
- حار جاف صيفا على قاعدة بيانات الأفلام على الإنترنت.